# Carinanebulosan
Carinanebulosan, även kallad NGC 3372, är en H II-region i stjärnbilden Kölen. Den är ungefär 150 ljusår tvärs över. Den är flera gånger större än Orionnebulosan, men eftersom den är flera gånger längre bort än Orionnebulosan är dess skenbara storlek på himlen ungefär samma. Inuti nebulosan finns några av de tyngsta och ljusstarkaste kända stjärnorna, varav en, Eta Carinae, var under flera år på 1840-talet stjärnhimlens näst ljusstarkaste stjärna.
Stjärnorna i nebulosan har en total massa på över 25 000 solar. Molnen av gas och stoft har tillsammans en massa på cirka 140 000 solar.
I närheten av nebulsoan finns WR 22, en av de tyngsta kända Wolf–Rayet-stjärnorna.